# Vladimír Brežný
Vladimír Brežný (27. srpna 1905 Senica – 4. srpna 1978 Bratislava) byl slovenský a československý politik, poválečný poslanec Prozatímního Národního shromáždění za Demokratickou stranu, později poslanec Národního shromáždění ČSR za Stranu slovenské obrody.

## Biografie
V letech 1945–1946 byl poslancem Prozatímního Národního shromáždění za Demokratickou stranu. Poslancem byl do roku 1946 do konce funkčního období (do parlamentních voleb v roce 1946). Na základě výsledků parlamentních voleb roku 1946 byl zvolen do Slovenské národní rady.
Po únorovém převratu v roce 1948 přešel do „obrozené“ Strany slovenské obrody (SSO), která nahradila Demokratickou stranu, nyní jako formace plně loajální k novému komunistickému režimu. Již 27. února 1948 usedl do Akčního výboru Slovenské národní rady jako jeden ze tří zástupců „opozice“ v Demokratické straně (spolu s ním ještě poslanci Anton Granatier a Martin Kulich). Ve volbách roku 1948 byl za SSO zvolen do Slovenské národní rady.
Za Stranu slovenské obrody ještě v roce 1954 krátce usedl do Národního shromáždění jako náhradník poté, co zemřel poslanec Ondrej Borovský. V parlamentu setrval jen do voleb do Národního shromáždění roku 1954
V roce 1949 patřil mezi skupinu aktivistů Strany slovenské obrody, které komunistický režim zapojil do takzvané Katolické akce, která měla za cíl rozštěpit katolický tábor na Slovensku a vytvořit v něm prostátní a prokomunistickou frakci. Jeho angažovanost ale nebyla příliš silná a kritizoval ho za to i předák slovenských komunistů Štefan Bašťovanský. V době parlamentních voleb v roce 1960 se Brežný nechal slyšet, že pochybuje o smyslu existence Strany slovenské obrody a že volby jsou jen divadlem.